# Sulfonilcarbamato
Los sulfonilcarbamatos son unas sustancias químicas pertenecientes al grupo de los carbamatos, compuestos orgánicos derivados del ácido carbámico. Químicamente se caracterizan por poseer un grupo carbonilo unido simultáneamente a un átomo de oxígeno y a uno de nitrógeno, que a su vez se encuentra unido a un grupo sulfona. 
Estos compuestos se utilizan por sus propiedades como plaguicidas, particularmente como insecticidas aplicados en cultivos. Sus efectos se basan en la inhibición de la acetilcolinesterasa, enzima responsable de la regulación de la acetilcolina, que es un neurotransmisor fundamental en el sistema nervisoso del insecto. En este sentido tienen un efecto similar al de los insecticidas organofosforados, si bien en los carbamatos la inhibición causada es más rápidamente reversible. 
La pérdida de actividad inhibidora de los sulfonilcarbamatos viene dada por la hidrólisis del compuesto, y los productos derivados de su hidrólisis suelen tener una baja toxicidad. Tanto la eficacia como plaguicida, como la toxicidad de todos los sulfonilcarbamatos vienen determinadas por los sustituyentes que presente.
En general los carbamatos tienen una vida media relativamente corta (de unas pocas semanas a unos pocos meses), pues se hidrolizan con cierta facilidad en el medio. Dado que su persistencia y acumulación en el medio no es muy elevada, son una buena alternativa al uso de insecticidas organoclorados (p.ej. DDT), cuya vida media y acumulación en el medio ambiente suelen ser mucho mayores, con la peligrosidad que conlleva su bioacumulación en la cadena alimenticia.